# Longitarsus nigrocephalus
Longitarsus nigrocephalus là một loài bọ cánh cứng trong họ Chrysomelidae. Loài này được White in Westcott, Brown, Sharratt & White miêu tả khoa học năm 1985.